# كارل بيتز
كارل بيتز (بالإنجليزية: Carl Betz)‏ مواليد 9 مارس 1921 في بيتسبرغ - الوفاة 18 يناير 1978 في لوس أنجلوس، هو ممثل أمريكي بدأ مسيرته الفنية سنة 1952. هو من الحائزين على جائزة إيمي وجائزة غولدن غلوب. امتدت مسيرته الفنية لأكثر من 25 عاما. درس في جامعة كارنيغي ميلون.

## الأعمال

### مسلسلات
- حب الحياة (1954)
- موعد مع المغامرة (1956) (بدور: والتر بولارد)
- غان سموك (1957)
- بيري ماسون (1958)
- ذا دونا ريد شو (1958)
- الحب (1969)
- ذا إف بي آي (1969)
- أيرون سايد (1970)
- ميشين إمبوسيبول (1970)
- كوينسي إم إي (1977)

## الجوائز
| السنة | الجائزة                 | الفئة                                                   |
| ----- | ----------------------- | ------------------------------------------------------- |
| 1969  | جائزة غولدن غلوب        | أفضل نجم تلفزيوني                                       |
| 1969  | جائزة الإيمي برايم تايم | جائزة الإيمي برايم تايم لأفضل ممثل رئيسي في مسلسل دراما |

## روابط خارجية
- كارل بيتز على موقع IMDb (الإنجليزية)
- كارل بيتز على موقع أول موفي (الإنجليزية)
- كارل بيتز على موقع قاعدة بيانات برودواي على الإنترنت (الإنجليزية)
- كارل بيتز على موقع قاعدة بيانات الأفلام السويدية (السويدية)
- كارل بيتز على موقع إن إن دي بي (الإنجليزية)
- كارل بيتز على موقع قاعدة بيانات الفيلم (الإنجليزية)